# Bochovský potok
Bochovský potok je vodní tok v okrese Karlovy Vary. Je dlouhý 12,8 km, plocha jeho povodí měří 30,2 km² a průměrný průtok v ústí je 0,15 m³/s.

## Průběh toku

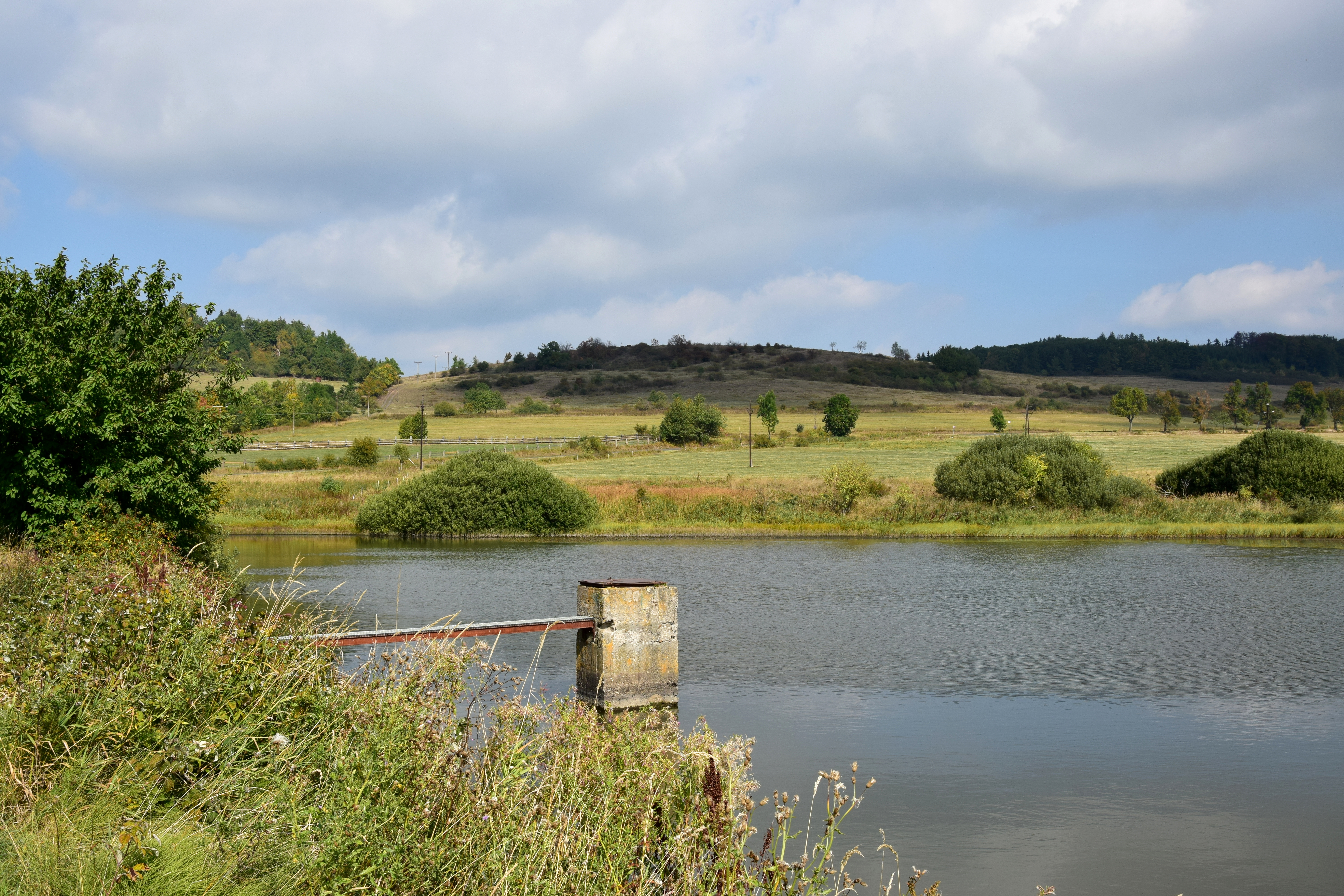
Bezejmenný rybník na východním okraji Bražce napájený Bochovským potokem

Potok pramení v Doupovských horách na okraji Javorné. Jižně od téměř zaniklé osady napájí Javorenský rybník, pod jehož hrází se nakrátko stočí k západu. Pod bezejmenným rybníkem proteče vesnicí Bražcem, ve které vtéká do Slavkovského lesa a odkud pokračuje s malými odchylkami k jihu. Jediným dalším sídlem, kterým protéká, je město Bochov. Ještě předtím však napájí Krásný rybník a Křížový rybník. Těsně před Krásným rybníkem opouští Slavkovský les a vtéká do Tepelské vrchoviny. Na jihozápadním okraji města napájí další rybník. Potom mine vrch se zříceninou hradu Hartenštejn na levé straně a pokračuje dále k jihu. Krátkým úsekem znovu vtéká do Slavkovského lesa, ale zbytek toku pokračuje Tepelskou vrchovinou, kde se jihovýchodně od Kozlova vlévá v nadmořské výšce 538 metrů do Střely. Těsně před ústím však z potoka odbočuje boční rameno, které protéká malým rybníkem, a o několik set metrů dále se samostatně vlévá také do Střely.